# Haywood City
Haywood City és una població dels Estats Units a l'estat de Missouri. Segons el cens del 2000 tenia 239 habitants.

## Demografia
Segons el cens del 2000, Haywood City tenia 239 habitants, 81 habitatges, i 57 famílies. La densitat de població era de 214,6 habitants per km².
Dels 81 habitatges en un 38,3% hi vivien nens de menys de 18 anys, en un 32,1% hi vivien parelles casades, en un 29,6% dones solteres, i en un 29,6% no eren unitats familiars. En el 23,5% dels habitatges hi vivien persones soles el 7,4% de les quals corresponia a persones de 65 anys o més que vivien soles. El nombre mitjà de persones vivint en cada habitatge era de 2,95 i el nombre mitjà de persones que vivien en cada família era de 3,28.
Per edats la població es repartia de la següent manera: un 40,6% tenia menys de 18 anys, un 5% entre 18 i 24, un 25,9% entre 25 i 44, un 17,6% de 45 a 60 i un 10,9% 65 anys o més.
L'edat mediana era de 30 anys. Per cada 100 dones de 18 o més anys hi havia 82,1 homes.
La renda mediana per habitatge era de 14.000 $ i la renda mediana per família de 20.833 $. Els homes tenien una renda mediana de 22.000 $ mentre que les dones 17.083 $. La renda per capita de la població era de 7.553 $. Entorn del 34,4% de les famílies i el 36,5% de la població estaven per davall del llindar de pobresa.

## Poblacions més properes
El següent diagrama mostra les poblacions més properes.